# Andrew Duff
Andrew Duff (Birkenhead, 25 dicembre 1950) è un politico britannico.
È membro del Parlamento europeo e presidente dell'Unione dei Federalisti Europei.
Duff è un esponente dei Liberal democratici. Fu vicepresidente del partito tra il 1994 e il 1997.
Duff fu consigliere comunale a Cambridge dal 1982 al 1990. Si candidò alle elezioni europee del 1984, del 1989 e del 1994, ma non venne eletto. Dopo la modifica della legge elettorale per l'elezione dei membri britannici del Parlamento europeo e l'introduzione del sistema proporzionale, Duff riuscì ad essere eletto nel 1999 e venne riconfermato nel 2004 e nel 2009.
Nel 2007 Duff è diventato membro del think tank European Council on Foreign Relations. Nell'ottobre 2008 è stato eletto presidente dell'Unione dei Federalisti Europei e il 15 settembre 2010 è stato tra i fondatori del Gruppo Spinelli, creato per rilanciare l'integrazione europea.
Nel 1997 Duff venne insignito dell'onorificenza di ufficiale dell'Ordine dell'impero britannico per il suo impegno politico.